# Scolopendra viridicornis
Scolopendra viridicornis är en mångfotingart som beskrevs av Newport 1844. Scolopendra viridicornis ingår i släktet Scolopendra och familjen Scolopendridae.

## Underarter
Arten delas in i följande underarter:
- S. v. viridicornis
- S. v. nigra